# Тукай (Біжбуляцький район)
Тука́й (рос. Тукай, башк. Туҡай) — присілок у складі Біжбуляцького району Башкортостану, Росія. Входить до складу Єлбулактамацької сільської ради.
Населення — 123 особи (2010; 133 в 2002).
Національний склад:
- татари — 83 %